# Letogenes auguralis
Letogenes auguralis är en fjärilsart som beskrevs av Edward Meyrick 1921. Letogenes auguralis ingår i släktet Letogenes och familjen praktmalar, Oecophoridae. Inga underarter finns listade i Catalogue of Life.